# August Attenhofer

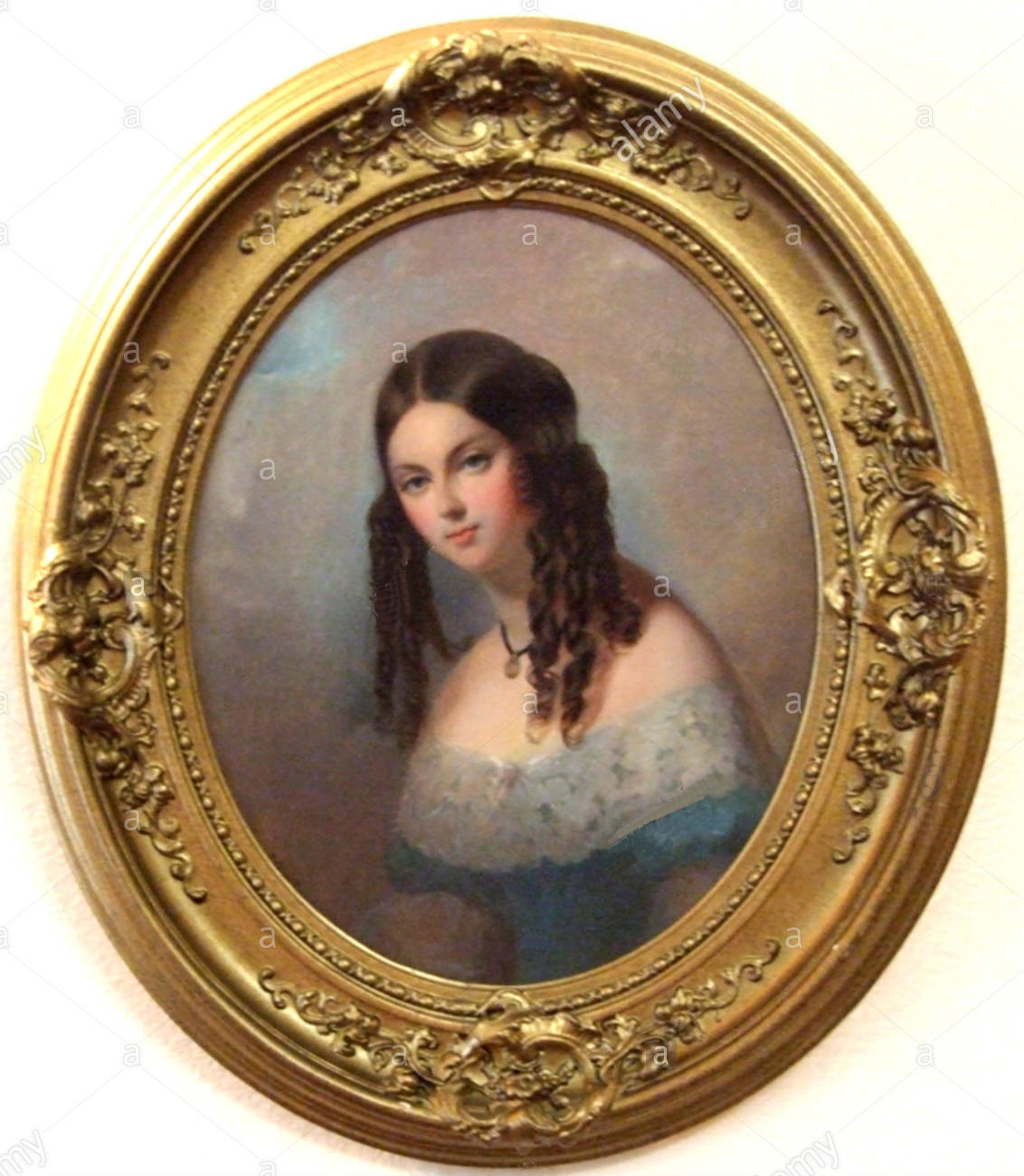
Bildnis einer unbekannten Dame

August Attenhofer (* 8. August 1828 in Zurzach; † 18. September 1862 ebenda) war ein Schweizer Porträt- und Kirchenmaler.
Von 1842 bis 1846 besuchte Attendorfer die Bezirksschule in Zurzach, ab dem 25. April 1847 studierte er an der Königlichen Akademie der Künste in München. Nach dem Studium kam er nach Zurzach heim, ab 1853 besuchte er wieder in München die Malschule von Johann von Schraudolph. Seitdem beschäftigte er sich mit der Porträt- und Kirchenmalerei.
Attenhofer heiratete in Zurzach im Frühjahr 1856 und starb sechs Jahre später infolge eines Lungenleidens im Alter von 34 Jahren.